# Кудиев, Курбан Амачевич
Курбан Амачевич Кудиев (26 сентября 2001, Кизилюрт, Дагестан, Россия) — российский дзюдоист, чемпион России.

## Спортивная карьера
Является воспитанником дагестанской школы дзюдо, занимался в Кизилюрте. В апреле 2022 года в Тюмени стал серебряным призёром Первенства России среди юниоров и юниорок до 23 лет. 29 октября 2022 года ему было присвоено звание мастер спорта России. В начале июня 2024 года в Хабаровске одержал победу на международных соревнованиях по дзюдо памяти Василия Ощепкова. 18 октября 2024 года в Сочи провёл 5 схваток, в финальной встрече он одолел Егора Сухопарова из Москвы, стал чемпионом России.

## Личная жизнь
Является младшим братом борца вольного стиля Абдулмажида Кудиева. Уроженец Кизилюрта. Является студентом филиала Российского университета спорта «ГЦОЛИФК» в Иркутске.

## Спортивные достижения
- Первенство России по дзюдо среди юниоров и юниорок до 23 лет 2022 — ;
- Чемпионат России по дзюдо 2024 — ;